# Echeveria sessiliflora
Echeveria sessiliflora är en fetbladsväxtart som beskrevs av Joseph Nelson Rose. Echeveria sessiliflora ingår i släktet Echeveria och familjen fetbladsväxter. Inga underarter finns listade i Catalogue of Life.